# Proteinogram
Proteinogram - badanie diagnostyczne polegające na elektroforetycznym rozdziale białek surowicy na frakcje i ilościowym oraz procentowym oznaczeniu ich składu. Do oceny proteinogramu konieczne jest zbadanie stężenia białka całkowitego w surowicy.
W badaniu tym wykorzystuje się różnice w szybkości przemieszczania się poszczególnych białek w polu elektrycznym (co związane jest z ich ładunkiem elektrycznym). 
Proteinogram dzieli białka surowicy na 5 grup (normy składu procentowego):
- albuminy - 55-65% (frakcja najbliższa anody)
- α1-globuliny - 3-5%
- α2-globuliny - 7-10%
- β-globuliny - 9-13%
- γ-globuliny - 14-20% (frakcja najbliższa katody)

Odchylenia od normy w tym badaniu mają znaczenie diagnostyczne w wielu chorobach, np. stanach zapalnych, marskości wątroby, niektórych nowotworach i schorzeniach hematologicznych (szpiczak mnogi, makroglobulinemia Waldenströma, choroba ciężkich łańcuchów).